# خطوط الشحن الكورية الرحلة 8509
في 22 من ديسمبر لعام 1999، أنهت رحلة خطوط الشحن الكورية رقم 8509 سفرها من سيول إلى طشقند، وأقلعت من لندن متجهةً نحو ميلان الإيطالية، وكانت من طراز بوينغ 747-200 ولكنها تحطمت قرب قرية إسكس البريطانية. كان سبب الحادث تجاهل أعمال الصيانة وعدم اتباع قوانينها وخطأ الطيار وعطل في أحد معدات قياس الملاحة. كان القبطان في الماضي تابعًا للقوات الجوية الكورية، كان يقود الطائرات العسكرية الخفيفة والسريعة.

## معلومات الرحلة
تجاهل أعمال الصيانة وعدم أتباع قوانينها وخطأ الطيار وعطل في أحد معدات قياس الملاحة.

## روابط خارجية
- "The AAIB interim report" – بي بي سي – Friday 24 December 1999 (Archive)
- "AAIB Bulletin S2/2000 SPECIAL." شعبة التحقيق في الحوادث الجوية
- Cockpit Voice Recorder transcript and accident summary
- Boeing Expresses Condolences After Korean Air Crash – بوينغ
- Boeing to Assist in Korean Air Investigation – بوينغ
- "KE-8509 Crash May Be Due to Instrument Failure." – The Chosun Ilbo
- "KAL Team Joins Flight KE-8509 Investigation." – The Chosun Ilbo